# Pseudolasius lasioides
Pseudolasius lasioides é uma espécie de formiga do gênero Pseudolasius, pertencente à subfamília Formicinae.